# China Compulsory Certification

CCC-Kennzeichnung

Das China Compulsory Certification (CCC) ist ein in Volksrepublik China gültiges Zertifizierungssystem. Das CCC gilt sowohl für importierte als auch für chinesische Produkte. Die zertifizierungspflichtigen Produkte dürfen erst nach China importiert, in China verkauft und in Geschäftsaktivitäten in China verwendet werden, nachdem eine CCC-Zertifizierung des Produktes beantragt und erteilt wurde.
Im Rahmen der Zertifizierung werden Produkttests und Werksaudits durchgeführt. Der gesamte Prozess kann mit guter Beratung innerhalb von etwa vier Monaten abgeschlossen werden. Die CCC-Zertifizierung basiert auf den nationalen, chinesischen GB Standards und Durchführungsbestimmungen (Implementation Rules). 

## Geschichte
Das CCC-Zertifizierungssystem wurde am 1. Mai 2002 auf dem chinesischen Markt eingeführt. Im August 2003 verkündeten die Behörden AQSIQ und CNCA in einer gemeinsamen Ankündigung die Implementierung der CCC-Zertifizierung für den chinesischen Markt. CCC ersetzt die bisherigen Systeme CCIB (China Import and Export Commodity Inspection Bureau) und CCEE (China Commission for Conformity Certification of Electrical Equipment). 

## Durchführungsbestimmungen
Die Durchführungsbestimmungen (auch Implementation Rules genannt) regeln den Ablauf der CCC-Zertifizierung und listen die zu zertifizierende Produkte auf. Da die Bestimmungen immer wieder aktualisiert werden, ist es wichtig vor dem Beginn einer Zertifizierung die aktuelle Version zu bekommen.
2014 fand ein großes regulatorisches Update statt, das u. a. die folgenden großen Änderungen beinhaltet:
- Erhöhte Anzahl der zertifizierungspflichtigen Produkte
- Einführung von Werkslevel (A–D)
- Selbstgefertigte Teile müssen nicht mehr separat zertifiziert werden

## GB Standards
Es wurde von der chinesischen Regierung ein CCC-Produktkatalog erstellt, der alle Produkte enthält, die eine CCC-Zertifizierung benötigen. Der Katalog enthält eine Liste mit Standards nach denen ein Produkt zertifiziert werden muss: Die sogenannten GB-Standards (GB steht für Guobiao, chinesisch für „Nationaler Standard“).

## Betroffene Produkte
Der CCC-Produktkatalog enthält unter anderem diese Produkte:
- Elektrische Drähte und Kabel[3]
- Schalter für Stromkreise und Sicherungen[4]
- Elektrische Leitungen und Kabel
- Schalter für Stromkreise, eingebaute Schutz- und Verbindungs-einrichtungen
- Niederspannung-Betriebsmittel
- Kleinmotoren
- Elektrische Werkzeuge
- Schweißmaschinen[5]
- Elektrische Geräte für den Hausgebrauch und ähnliche Zwecke
- Audio und Videoprodukte[6]
- IT-Equipment
- Beleuchtungsgeräte
- Kraftfahrzeugteile und Sicherheitskomponenten
- Kraftfahrzeugreifen
- Sicherheitsglas
- Telekommunikations-End-Produkte
- Melder für Einbruchsystem
- Deko-Materialien
- Spielzeug[7]
- Brandschutzprodukte

## Verantwortliche Behörden
Das CCC-Zeichen wird von der chinesischen Zentralbehörde CNCA (Certification and Accreditation Administration) verwaltet. Das CQC (The China Quality Certification Center) oder das CCAP (China Certification Centre for Automotive Products) sind für die Durchführung der Zertifizierung verantwortlich und legen die Produktgruppen fest, die zertifizierungspflichtig sind.
Zudem gibt es weitere Behörden, die für spezielle Produktgruppen zuständig sind:
- CSP (China Certification Center for Security and Protection) für Sicherheitsprodukte, forensische Technologie und Produkte der Verkehrssicherheit
- CSCG (China Safety Global Certification Centre) für Sicherheitsglas
- CEMC (China Certification Centre for Electromagnetic Compatibility) für alle elektrischen Produkte

## Ablauf einer Zertifizierung
Unternehmen, die zertifizierungspflichtige Waren nach China exportieren möchten, müssen im Groben folgende Schritte durchlaufen:
- Anmeldung
- Einreichung der Antragsdokumente
- Versendung von Produktmustern nach China für Labortests
- Werksinspektion durch chinesische Auditoren der verantwortlichen Zertifizierungsbehörde

Je nach Produktbereich können einzelne Schritte vor oder nachgelagert werden.
Für die Zertifizierung ist mit einer Dauer von mindestens 6 Monaten zu rechnen.

## Follow-Up-Zertifizierung
Das CCC-Zertifikat und die Markierungsgenehmigung müssen jährlich im Zuge einer Follow-up-Zertifizierung bzw. Rezertifizierung verlängert werden. Die Follow-Up-Zertifizierung ist kürzer und mit geringeren Kosten verbunden als die Erstzertifizierung. Es wird üblicherweise etwa kein weiterer Produkttest in China verlangt und das Audit wird kompakter gehalten.

## Erfolgswahrscheinlichkeit
Die Zertifizierung kann fehlschlagen, wenn die chinesischen Richtlinien nicht oder nicht vollständig beachtet werden. Die Ergebnisse des Produkttests und der Werksbesichtigung werden von den chinesischen Behörden überprüft und mit den im Vorfeld eingereichten Formularen abgeglichen. Bei Fehlern oder Mängeln wird die Zertifizierung abgelehnt oder es kommt zu Verzögerungen. Bei Ablehnung der CCC-Zertifizierung enthält der Zertifizierungsbericht eine Begründung der Ablehnung. Eine erneute Aufnahme von Tests und Audits ist möglich, jedoch mit weiteren Kosten und Wartezeiten verbunden.

## Kosten der CCC-Zertifizierung
Die Höhe der Kosten ist von den zu zertifizierenden Produkten abhängig. Bei der CCC-Zertifizierung existieren seitens der chinesischen Behörden folgende Kostenarten:
- Beantragungsgebühren und übergeordnete Behördengebühren
- Testgebühren für die Durchführung der Tests an den Testmustern
- Inspektionsgebühren
- Reisekosten und Spesen
- Markierungsgebühren der CNCA

Hinzu kommen
- Kosten für Dolmetscher
- Produktkosten für Testprodukte
- Interne Kosten, bspw. Personalkosten

Zudem fallen weitere Kosten an, wenn Formulare falsch ausgefüllt werden, Tests/Audits wiederholt werden müssen und/oder CCC-Zertifikate umfassend geändert werden müssen.